# Nabil Seidah
Nabil Seidah est un chercheur québécois né en Égypte, ayant migré au Canada en 1974.

## Honneurs
- 1983 - Prix Marcel-Piché
- 1991 - Fellow de la Société royale du Canada
- 1997 - Officer de l'Ordre national du Québec
- 1999 - Membre de l'Ordre du Canada
- 2001 - Médaille McLaughlin